# 清水ひろ子
清水 ひろ子（しみず ひろこ、1948年12月14日 - ）は、日本の政治家。元兵庫県播磨町長（4期）、元播磨町議会議員（1期）。

## 来歴
兵庫県加古郡播磨町出身。兵庫県立加古川東高等学校を経て1969年（昭和44年）3月、武庫川女子短期大学（現・武庫川女子大学短期大学部）国文科卒業。保険会社に勤務後、結婚を機に退職。播磨町コミュニティセンター勤務を経て、2003年（平成15年）に播磨町議会議員に初当選した。
2006年（平成18年）7月2日に行われた播磨町長選挙に立候補し、現職の佐伯忠良を破り初当選を果たした。7月13日、町長就任。
2018年（平成30年）、無投票により4選。兵庫県内の女性首長で4期目は清水のみであり最長となる。「今後は一住民として地域に貢献していきたい」と、2022年6月に行われる任期満了に伴う町長選に立候補しなかった。
2023年11月3日、秋の叙勲で旭日小綬章を受章。